# 池袋ウエストゲートパーク
『池袋ウエストゲートパーク』（いけぶくろウエストゲートパーク、Ikebukuro West Gate Park）は、石田衣良の連作短編小説集シリーズ。略称はIWGP。第1篇「池袋ウエストゲートパーク」が第36回オール讀物推理小説新人賞を受賞、『オール讀物』への連載を経て、文藝春秋より1998年から2010年にかけて第1シーズン10巻が刊行された。3年半を経た2014年から第2シーズン既刊10巻が刊行されている。
後にテレビドラマ、コミック、ミュージカル、舞台、テレビアニメなど幅広いメディアミックスがなされた。

## 作風
東京の池袋西口公園近くの果物屋の息子・真島 誠（マコト）は、“池袋のトラブルシューター”とも呼ばれ、依頼された難事件を次々と解決し、住民の幸福と秩序の維持を目指す。
文体は1人称小説であり、主人公マコトの回想録の形態である。ほぼ全ての作品において、冒頭で謎めいた述懐が読者に語りかけられた後、事件の展開を追うという構成を取っている。舞台となるのは主に池袋で、登場人物は主役脇役を問わず、多くがいわゆる「負け組」や「サイレント・マイノリティ」に分類されるような、周縁的な存在である。
本作は1冊分のエピソードを四季に分け1冊ごとに1年経過する設定になっているが、長期連載で第1シーズンで10年経過してしまい第2シーズンより一度リセットし再スタートをかけている。
外伝として、本編に登場する「サル」が、マコトではない主人公と共に活躍する『赤（ルージュ）・黒（ノワール）』、タカシを主人公にした第2シーズン設定の前日譚にあたる『キング誕生 池袋ウエストゲートパーク青春篇』がある（第1シーズンでは本作と矛盾する描写が存在する）。番外編としては、コミック「こちら葛飾区亀有公園前派出所」連載30周年記念企画の一環としての小説版に、「池袋⇔亀有エクスプレス」が収録されている。

## あらすじ
池袋ウエストゲートパーク
マコト（真島誠）は工業高校卒業後、母親が営む池袋の青果店を手伝っている。大学生のマサ（森正弘）、デザイン学校生のシュン（水野俊司）と池袋西口公園でつるんでいると、ギャルのヒカル（渋沢光子）、リカ（中村理香）に声をかけられ、一緒に遊ぶようになる。池袋のラブホテルで女子高生絞殺未遂事件が二件発生。その後リカが絞殺されたとの知らせが入り、マコトは刑事の吉岡の取り調べを受ける。リカの葬式のあと、ヒカルはマコトにリカが「センセイ」と呼ぶあやしい男とつきあっていたと打ち明ける。マコトはシュンにセンセイの似顔絵を描かせ、池袋のGボーイズのキング・タカシ（安藤崇）に連絡。池袋に似顔絵が配られ、ボーイズたちによるストラングラー（首絞め魔）大捜索が始まる。4週間後、ついにマコトたちは似顔絵の男を捕まえる。だが、男は窒息プレイは認めたものの、リカ殺害は否認する。マコトはヒカルを呼び出し、リカを殺したのはヒカルだと言い当てる。ヒカルはリカに男をあっせんしていたが、怖気づいたリカがマコトに打ち明けようとしたので、マコトの同級生・山井に命じて殺させたのだという。ヒカルは幼いころから父親に性的虐待を受けていた。マコトはヒカルの父親を待ち伏せし、袋叩きにして自分の気持ちにけりを付ける。その後ヒカルは父親をナイフで刺し、施設に入所。マコトはヒカルの聞いていたクラシック音楽を青果店店頭でかけるようになった。
エキサイタブルボーイ
前回の事件から池袋のトラブル解決が舞い込むようになったマコト。タカシが持ち込んできたのは暴力団・羽沢組組長の愛人の娘・天野真央行方不明事件。マコトは真央の付き人サル（斉藤富士男）と真央を探す。マコトは真央行きつけのセブンイレブンを監視するひきこもりの森永和範に気付く。和範のメモで真央を拉致した黒いバンが判明。サルは犯人の岡田春彦を縛り上げ、マコトとバンで所沢に向かい、山中で真央の遺体を発見。サルは岡田と決着をつけるため、マコトを徒歩で帰らせる。真央は消息不明のまま、岡田は婦女暴行罪で逃走中となった。
オアシスの恋人
マコトはシュン、ケンジ（砂岡賢治）と秋葉原で中古のマッキントッシュを購入。風俗嬢の千秋からは、恋人のイラン人・カシーフの捜索を依頼される。カシーフは千秋に覚せい剤を売りつけた売人・ヘビーEとトラブルになり、暴力団・天道会から追われる身となっていた。マコトはカシーフを店に匿う。マコトはシュン、ケンジ、機械に詳しいラジオと盗撮カメラを用意し、ヘビーEの覚せい剤売買を盗撮し、天道会との電話を盗聴。警察に匿名で通報し、証拠品を送りつける。ヘビーEら池袋の売人が一斉検挙され、カシーフは不法滞在で強制送還となった。
サンシャイン通り内戦（シヴィルウォー）
池袋で尾崎京一率いるレッドエンジェルスとG-ボーイズの抗争が激化。マコトは抗争を取材するビデオジャーナリスト・松井加奈と恋仲になる。マコトはレッドの幹部・磯貝と知り合う。抗争はついに死者を出す事態となり、マコトも何者かに襲撃される。池袋に羽沢組と対立する京極会進出の噂が入る。マコトは加奈がレッドを撮影したビデオをこっそりダビングし、横山署長に調べてもらう。磯貝が京極会の構成員であることが判明し、マコトはシュン、ケンジ、和範と一緒に磯貝をマーク。磯貝が京極会吉松組組長とホテルに入る様子を盗撮。マコトはタカシと京一が一対一でタイマンするとの噂を広める。ウエストゲートパークにレッドエンジェルスとG-ボーイズのメンバーが集まり決闘を待つ。立会人になったマコトはシュンたちに大スクリーンを広げさせ、磯貝と京極会の映像を見せる。磯貝は取り押さえられ、抗争は終結。京一はダンサーになるため池袋を去る。マコトは恋が終わった加奈から雑誌のコラムの仕事を紹介され、連載をはじめた。

## 登場人物
マコト/真島 誠（まじま まこと）
本作の主人公で通称「池袋のトラブルシューター」。血液型O型。身長は180cm近く。
地元・池袋の工業高校を卒業後に「プータロー」（フリーター）となり、実家の果物屋を手伝って小遣いを稼ぎながら、池袋西口公園＝池袋ウエストゲートパークで過ごしている。のちにファッション雑誌「ストリートビート」のコラムニストも務めるようになる。（5年にわたる長期連載、稿料は1ヵ月分で4千円）
池袋では名の知れた存在で、カラーギャングのリーダー・タカシをはじめ、みな彼には一目置いている。彼の家にはしばしば困難な依頼が持ち込まれるが、持ち前の好奇心と人の良さから首を突っ込む羽目になり破天荒な方法で解決する。元は有名な不良だったが、性格は母親の教育の賜物か意志が強い正義漢であり、また作品序盤に関わった事件がきっかけで、クラシック音楽鑑賞や読書などの文化的な趣味にも目覚める。愛車は店の仕入れ用のダットサン。
タカシ／安藤 崇（あんどう たかし）
池袋を勢力下に置くカラーギャング集団「G-Boys」（チームカラーは「青」）の「キング」。血液型A型。身長は175cm。色白で細身。
天才的な反射神経と運動神経に裏打ちされた喧嘩の実力を持ち、自身のカリスマ性でストリートの不良少年少女たちをまとめ上げる。体型はマコト曰く「モデルのような細く薄い身体」で腕や脚は「ぎりぎりに絞りあげたワイヤーロープのように引き締まっている」。警察ですら目をむくほどの動員力を持ち、その存在は裏社会でも侮れないものとなっている。マコトとは工業高校の時の同級生で親友。高校時代からマコトの資質に注目し、何度か勧誘もしている。「凍えるほどにクールないい男」で、彼と一緒にいる時の誠は完全に女性の視界から消えてしまうほど。しかし、時として残忍とも呼べる“粛清”を平然と行う姿から、彼を尊敬・畏怖する者は多くとも、親しい友人と呼べる人物は少ない。
シュン／水野 俊司（みずの しゅんじ）
初登場は第一巻第一話。血液型B型。
イラストが得意な専門学校生。マコトやマサとは本屋でフランスのアニメ画家の画集を万引きしている所を見つかり、カツアゲ目的で喫茶店に連れ込まれるもその不思議なノリ故に解放されたが、それ以降勝手にマコトの周りに居座るようになり、仲間となった。人見知りが激しいが何故かマコトには懐く。アニメオタク。マコトがラジオと知り合うきっかけを作った。同じく「あきれたボーイズ」。
おふくろ
マコトの母。
池袋西口公園商店街のはずれにある果物屋「真島フルーツ」を営み、女手ひとつでマコトを育ててきた。マコトにとっては目の上のタンコブであり、全く頭の上がらない強者。チンピラの脅し程度では眉一つ動かす事は無い。マコト曰く「最終兵器」。たまにその視線は「冷酷な殺人者」のものに変わることすらも。原作において彼女の名前は不明（一度もフルネーム・ファーストネームで呼ばれない）。
吉岡（よしおか）
池袋署生活安全部少年課の平刑事。
池袋に古くから勤務しており、池袋に詳しい。マコトとは彼が13歳で補導された時以来の付き合い。背が低く、毛髪の薄さが悩みの種。始終頭を掻いてはフケを飛ばしまくっている。マコトによく偽名としてその名を騙られている。
『小説版こち亀』において両津勘吉が「警察学校の同期」と発言。
横山 礼一郎（よこやま れいいちろう）
池袋署の署長。東京大学文 I 卒のキャリア警視正。
マコトが子供の頃からマコトとは面識があり、彼にとっては「ご近所のお兄さん」だった。好青年だがマコトが舌を巻く程の切れ者。ただし、署では現場サイドに押され気味で、実権はあまりない。そのため犯罪学の論文執筆に勤しんでいる。住所は目白の高級マンション。
初登場は第一巻第四話「サンシャイン通り内戦」。
サル／斉藤 富士夫（さいとう ふじお）
池袋を仕切る暴力団「羽沢組」の構成員。血液型O型。
組長の娘である「姫」こと天野真央の付き人だった。マコトの中学の同級生。昔はいじめられっ子だった。身長155cmの小柄な体躯だが非常に闘争心が強く、冷静な判断力も持ち合わせている。行方不明の姫捜索を組長がマコトに依頼したことが再会のきっかけ。その一件以来マコトに恩義を感じ、情報の提供などで便宜を図っている。
初登場は第一巻第二話。「外伝　赤・黒」より後は本部長代行・若頭に出世している。
ラジオ／波多野 秀樹（はたの ひでき）
電波マニア。血液型A型。
盗聴・盗撮・映像編集その他諸々電波絡みの達人であり、その特技でマコトを手助けしている。目までかかるマッシュルームカットが特徴。コンビニで働いている。マコトの「あきれたボーイズ」のメンバー。
初登場は第一巻第三話「オアシスの恋人」。江古田在住。
ゼロワン
凄腕のハッカー。ファミレスを根城に年がら年中ハッキングし続けている情報屋。
ガス漏れのような声が特徴。頭髪はスキンヘッドだが、いつ「メッセージ」が送られてきてもいいようにと、頭部に二本の細長い金属片をインプランティングしている。ファミレスメニューにないラーメンが好物で七生のラーメンを出前してもらったことがある。
氷高 善美（ひだか よしみ）
関東賛和会羽沢組の財務担当。氷高組組長。サルの直属の上司。表向きには「株式会社氷高クリエイティブ」の社長。羽沢組組長の後継者候補の一人。
見た目は怜悧な銀行員といった雰囲気の人物であり、それに違わぬ頭脳派。「外伝　赤・黒」での小峰・サルの活躍により、関東賛和会の後継者としての地位を確固たるものにした。
羽沢 辰樹（はざわ たつき）
関東賛和会羽沢組組長。初登場は第一巻第二話。鷲のような鋭い鼻筋が特徴。
ケンジ／砂岡 賢治（すなおか けんじ）
初登場は第一巻第三話。シュンのバイト友達にしてコンピュータの師匠。
「人はよさそうだが、1本足りないような笑顔」の持ち主。「あきれたボーイズ」としてマコトに協力。
森永 和範（もりなが かずのり）
初登場は第一巻第二話「エキサイタブルボーイ」。マコトの中学の同級生。
学年1番の秀才だったが、重度の引きこもりとなる。しかしマコトの1週間に渡る訪問と会話により、復帰を果たした。「あきれたボーイズ」のメンツ。張り込みに関してはプロ顔負けの忍耐力を有する。
ツインタワー1号・2号
初登場は第一巻第二話「エキサイタブルボーイ」。Gボーイズメンバーの双子の兄弟。本名は小倉保（1号）と実（2号）。タカシのボディガード。
アダ名の由来は身長（保は196cm、実は195cm）。その体躯に似合わぬ俊敏さを有する。お互い以外の人間をなかなか信用しない。4巻収録の『東口ラーメンライン』ではGボーイズを卒業し、ラーメン屋「七生」（読み仮名は「なお」。7月生まれのため、命名）を開店した。父は洋食屋のコック。形見は使い込まれた牛刀。
小峰 渉（こみね わたる）
「外伝 赤・黒」の主人公。売れない映像制作者。横浜出身の33歳。眼で見た景色を写真を撮るように記憶する能力の持ち主。
賭博に溺れた挙句に多額の負債を抱え、狂言強盗に加担する。しかし、仲間の裏切りによって儲けを全て奪われた上、被害カジノの元締めたる氷高組に捉まり、「奴隷」契約を強制される。彼が解放されるには、儲けの全てを取り戻す他に道は無く、監視役のサルと共に、当ての無い捜査を始めることとなった。

## 書籍情報

### 小説
★はテレビドラマ版、☆はテレビアニメ版の原作となっている。
1. 『池袋ウエストゲートパーク』 （発行：文藝春秋・1998年 ISBN 4-16-317990-9、文春文庫・2001年 ISBN 4-16-717403-0）
  - 「池袋ウエストゲートパーク」★1〜2話（初出：「オール讀物」1997年11月号）
  - 「エキサイタブルボーイ」★3話（「オール讀物」1998年4月号）
  - 「オアシスの恋人」★4話（「オール讀物」1998年7月号）
  - 「サンシャイン通り内戦（シヴィルウォー）」★9〜11話☆11〜12話（書き下ろし）
2. 『少年計数機 池袋ウエストゲートパークII』（文藝春秋・2000年 ISBN 4-16-319280-8、文春文庫・2002年 ISBN 4-16-717406-5）
  - 「妖精の庭」★5話（「オール讀物」1999年9月号）
  - 「少年計数機」★6話（「オール讀物」1999年12月号）
  - 「銀十字」（「オール讀物」2000年4月号）
  - 「水の中の目」（書き下ろし）
3. 『骨音 池袋ウエストゲートパークIII』（文藝春秋・2002年 ISBN 4-16-321350-3、文春文庫・2004年 ISBN 4-16-717408-1）
  - 「骨音」★SP回（「オール讀物」2001年11月号）
  - 「西一番街テイクアウト」（「オール讀物」2002年2月号）
  - 「キミドリの神様」（「オール讀物」2002年5月号）
  - 「西口ミッドサマー狂乱（レイヴ）」」（書き下ろし）
4. 『電子の星 池袋ウエストゲートパークIV』（文藝春秋・2003年 ISBN 4-16-322390-8、文春文庫・2005年 ISBN 4-16-717409-X）
  - 「東口ラーメンライン」★SP回（「オール讀物」2002年12月号）
  - 「ワルツ・フォー・ベビー」☆4話（「オール讀物」2003年1月号）
  - 「黒いフードの夜」（「オール讀物」2003年4月号）
  - 「電子の星」（「オール讀物」2003年7月号）
5. 『反自殺クラブ 池袋ウエストゲートパークV』（文藝春秋・2005年 ISBN 4-16-323770-4、文春文庫・2007年 ISBN 978-4-16-717412-5）
  - 「スカウトマン・ブルース」（「オール讀物」2003年10月号）
  - 「伝説の星」（「オール讀物」2004年2月号）
  - 「死に至る玩具」（「オール讀物」2004年4月号）
  - 「反自殺クラブ」（「オール讀物」2004年8月号）
6. 『灰色のピーターパン 池袋ウエストゲートパークVI』（文藝春秋・2006年 ISBN 4-16-325030-1、文春文庫・2008年 ISBN 978-4-16-717413-2）
  - 「灰色のピーターパン」（「オール讀物」2004年12月号）
  - 「野獣とリユニオン」☆10話（「オール讀物」2005年4月号）
  - 「駅前無認可ガーデン」（「オール讀物」2005年7月号）
  - 「池袋フェニックス計画」（「オール讀物」2005年11月・12月号）
7. 『Gボーイズ冬戦争 池袋ウエストゲートパークVII』（文藝春秋・2007年 ISBN 4-16-325910-4、文春文庫・2009年 ISBN 978-4-16-717414-9）
  - 「要町テレフォンマン」（「オール讀物」2006年3月号）
  - 「詐欺師のヴィーナス」（「オール讀物」2006年6月号）
  - 「バーン・ダウン・ザ・ハウス」（「オール讀物」2006年9月号）
  - 「Gボーイズ冬戦争」☆6〜7話（「オール讀物」2006年12月・2007年1月号）
8. 『非正規レジスタンス 池袋ウエストゲートパークVIII』（文藝春秋・2008年 ISBN 4-16-327210-0、文春文庫・2010年 ISBN 978-4-16-717417-0）
  - 「千川フォールアウト・マザー」☆8話（「オール讀物」2007年5月号）
  - 「池袋クリンナップス」（「オール讀物」2007年8月号）
  - 「定年ブルドッグ」（「オール讀物」2007年11月号）
  - 「非正規レジスタンス」（「オール讀物」2008年2月・3月号、連載時のタイトルは「非正規難民レジスタンス」）
9. 『ドラゴン・ティアーズ―龍涙（りゅうるい） 池袋ウエストゲートパークIX』（文藝春秋・2009年 ISBN 4-16-328350-1、文春文庫・2011年 ISBN 978-4-16-717420-0）
  - 「キャッチャー・オン・ザ・目白通り」（「オール讀物」2008年7月号）
  - 「家なき者のパレード」（「オール讀物」2008年10月号）
  - 「出会い系サンタクロース」（「オール讀物」2009年1月号）
  - 「龍涙─ドラゴン・ティアーズ」☆5話（「オール讀物」2009年4月・5月号）
10. 『PRIDE―プライド 池袋ウエストゲートパークX』（文藝春秋・2010年 ISBN 4-16-329810-X、文春文庫・2012年 ISBN 978-4-16-717421-7）
  - 「データBOXの蜘蛛」（「オール讀物」2009年12月号）
  - 「北口アイドル・アンダーグラウンド」（「オール讀物」2010年5月号）
  - 「鬼子母神ランダウン」（「オール讀物」2010年2月号）
  - 「PRIDE」（「オール讀物」2010年8月・9月号）
11. 『憎悪のパレード 池袋ウエストゲートパークXI』（文藝春秋・2014年 ISBN 978-4-16-390089-6、文春文庫・2016年 ISBN 978-4-16-790691-7）
  - 「北口スモークタワー」☆1話（「オール讀物」2013年2月号）
  - 「ギャンブラーズ・ゴールド」（「オール讀物」2013年6月号 / 2013年7月号）
  - 「西池袋ノマドトラップ」（「オール讀物」2013年9月号）
  - 「憎悪のパレード」☆9話（「オール讀物」2014年1月号）
12. 『西一番街ブラックバイト 池袋ウエストゲートパークXII』（文藝春秋・2016年 ISBN 978-4-16-390499-3、文春文庫・2018年 ISBN 978-4-16-791131-7）
  - 「西池第二スクールギャラリー」（「オール讀物」2015年1月号）
  - 「ユーチューバー@芸術劇場」☆3話（「オール讀物」2015年4月号）
  - 「立教通り整形シンジケート」（「オール讀物」2015年８月号＋９月号：連載時のタイトルは「西池袋整形シンジケート」）
  - 「西一番街ブラックバイト」☆2話（「オール讀物」2015年12月号＋2016年1月号）
13. 『裏切りのホワイトカード 池袋ウエストゲートパークXIII』（文藝春秋・2017年 ISBN 978-4-16-390719-2、文春文庫・2019年 ISBN 978-4-16-791344-1）
  - 「滝野川炎上ドライバー」（「オール讀物」2016年5月号）
  - 「上池袋ドラッグマザー」（「オール讀物」2016年8月号＋9月号）
  - 「東池袋スピリチュアル」（「オール讀物」2016年11月号＋12月号）
  - 「裏切りのホワイトカード」（「オール讀物」2017年2月号＋3月号）
14. 『七つの試練 池袋ウエストゲートパークXIV』（文藝春秋・2018年 ISBN 978-4-16-390894-6、文春文庫・2020年 ISBN 978-4-16-791556-8）
  - 「泥だらけの星」（「オール讀物」2017年7月号＋8月号）
  - 「鏡のむこうのストラングラー」（「オール讀物」2017年11月号＋12月号＋2018年1月号）
  - 「幽霊ペントハウス」（「オール讀物」2018年2月号＋3月号）
  - 「七つの試練」（「オール讀物」2018年5月号＋6月号＋7月号）
15. 『絶望スクール 池袋ウエストゲートパークXV』（文藝春秋・2019年 ISBN 978-4-16-391088-8、文春文庫・2021年 ISBN 978-4-16-7917487）
  - 「目白キャットキラー」（「オール讀物」2018年8月号＋9月号）
  - 「西池袋ドリンクドライバー」（「オール讀物」2018年11月号＋12月号）
  - 「要町ホームベース」（「オール讀物」2019年2月号＋3,４月合併号）
  - 「絶望スクール」（「オール讀物」2019円5月号＋6月号）
16. 『獣たちのコロシアム 池袋ウエストゲートパークXVI』（文藝春秋・2020年 ISBN 978-4-16-391218-9、文春文庫・2022年 ISBN 978-4-16-791933-7）
  - 「タピオカミルクティの夢」（「オール讀物」2019年8月号＋9,10月合併号）
  - 「北口ラブホ・バンディッツ」（「オール讀物」2019年11月号＋12月号）
  - 「バースデイコールの甘い罠」（「オール讀物」2020年1月号＋2月号）
  - 「獣たちのコロシアム」（「オール讀物」2020年3,4月合併号＋2020年5月号：連載時のタイトルは「虐待コロシアム」）
17. 『炎上フェニックス 池袋ウエストゲートパークXVII』（文藝春秋・2021年 ISBN 978-4-16-391425-1、文春文庫・2023年 ISBN 978-4- 16-792093-7）
  - 「P活地獄篇」（「オール讀物」2020年8月号＋9,10月合併号）
  - 「グローバルリングのぶつかり男」（「オール讀物」2020年11月号＋12月号＋2021年1月号）
  - 「巣鴨トリプルワーカー」（「オール讀物」2021年2月号＋3,4月合併号）
  - 「炎上フェニックス」（「オール讀物」2021年5月号＋6月号＋7月号＋8月号）
18. 『ペットショップ無惨 池袋ウエストゲートパークXVIII』（文藝春秋・2022年 ISBN 978-4-16-391591-3、文春文庫・2024年 ISBN 978-4-16-792271-9）
  - 「常盤台ヤングケアラー」（「オール讀物」2021年11月号）
  - 「神様のポケット」（「オール讀物」2022年1月号）
  - 「魂マッチング」（「オール讀物」2022年3,4月合併号）
  - 「ペットショップ無惨」（「オール讀物」2022年６月号＋7月号）
19. 『神の呪われた子 池袋ウエストゲートパークXIX』（文藝春秋・2023年 ISBN 978-4-16-391745-0）
  - 「大塚ウヰスキーバブル」（「オール讀物」2022年11月号）
  - 「〈私生〉(サセン)流出」（「オール讀物」2023年1月号）
  - 「フェイスタトゥーの男」（「オール讀物」2023年3,4月合併号）
  - 「神の呪われた子」（「オール讀物」2023年6月号＋2023年7月号）
20. 『男女最終戦争 池袋ウエストゲートパークXX』（文藝春秋・2024年 ISBN 978-4-16-391896-9）
  - 「西池袋バッテリーブギ」（「オール読物」2023年11月号）
  - 「目白フェイクニュース・ライター」（「オール讀物」2024年1月号）
  - 「乙女ロード文豪倶楽部」（「オール讀物」2024年3,4月合併号）
  - 「男女最終戦争」（「オール讀物」2024年5月号＋6月号＋7月号）

オトバンクのFeBeでオーディオブック化されており、現在9巻まで配信されている。真島誠役は遠藤大輔。

#### 外伝
- 『赤（ルージュ）・黒（ノワール） 池袋ウエストゲートパーク外伝』
  - 初出は「週刊アサヒ芸能」2000年5月18日号 - 12月28日号。
  - 徳間書店、2001年、ISBN 4-19-861308-7
  - 徳間文庫、2004年、ISBN 4-19-892013-3
  - 文春文庫、2006年、ISBN 4-16-717410-3
- 『キング誕生 池袋ウエストゲートパーク青春篇』
  - 文庫書き下ろし特別長編作品。
  - 文春文庫、2014年、ISBN 978-4-16-790178-3

#### その他
- 『小説 こちら葛飾区亀有公園前派出所』（集英社・2007年 ISBN 978-4-08-780466-9、集英社文庫・2011年5月 ISBN 978-4-08-746689-8）
  - 大沢在昌・石田衣良・今野敏・柴田よしき・京極夏彦・逢坂剛・東野圭吾によるアンソロジー。
- 『IWGPコンプリートガイド』（文藝春秋・2010年 ISBN 978-4-16-373410-1、文春文庫・2012年 ISBN 978-4-16-717422-4）
  - 著者石田衣良による創作秘話や全エピソード解題、キャラクター紹介、辻村深月との対談など。
  - 書き下ろし短編「北口アンダードッグス」収録。

『池袋ウエストゲートパーク ザ レジェンド』（原典での収録）
少年計数機（2巻2話）
東口ラーメンライン（4巻1話）
ワルツ・フォー・ベビー（4巻2話）
千川フォールアウト・マザー（8巻1話）
非正規レジスタンス（8巻4話）
北口スモークタワー（11巻1話）
ユーチューバー＠芸術劇場（12巻2話）
Ｇボーイズ冬戦争（7巻4話）

### 漫画
- 『池袋ウエストゲートパーク』（有藤せな画、秋田書店『ヤングチャンピオン』、2000年-2004年、全4巻）
  1. 2001年7月12日、ISBN 4-253-14715-1
  2. 2001年12月20日、ISBN 4-253-14716-X
  3. 2002年6月13日、ISBN 4-253-14717-8
  4. 2004年11月25日、ISBN 4-253-14718-6
- 『池袋ウエストゲートパークR』（有藤せな画、秋田書店『ヤングチャンピオン』、2008年-2009年、全2巻）
  1. 2008年10月20日、ISBN 978-4-253-14719-4
  2. 2009年4月20日、ISBN 978-4-253-14720-0
- 『IWGP 電子の星』（朝基まさし画、講談社『週刊少年マガジン』2006年14号〜18号・20号〜23号、期間限定連載、全1巻）
  1. 2006年7月14日、ISBN 4-06-363699-2
- 『池袋ウエストゲートパーク』（きたがわ翔画、『まんが王国』、2016年、全1巻）※電子書籍のみ
- 『池袋ウエストゲートパーク IWGP』（松尾亮 画、木村希 シナリオ、『コミックレガリア』、2020年、全2巻）※電子書籍のみ

有藤せなによる漫画『池袋ウエストゲートパーク』を元に、音声やSE、エフェクトを追加したムービーコミックが、BeeTV『Beeマンガ』にて2011年から2012年まで全30話が配信された。キャストは真島誠役が遠藤要。主題歌は黒夢『Heavenly（Aibum ver.）』。

## テレビドラマ
宮藤官九郎の脚本により、2000年4月14日から同年6月23日にかけて、TBSでテレビドラマ化された。後にスペシャル版として2003年3月28日に「スープの回」（原作：『骨音』『東口ラーメンライン』）も放送された。一部のキャラクター設定が大きく異なる等、原作との相違点が多い。

## CD
作中、度々に登場するクラシック音楽の中から、原作者が全面監修して選んだコンピレーション・アルバム『池袋ウエストゲートパーク Classic Edition』（WPCS-11850）が2005年4月15日にWarner Classicsから発売された。曲目解説も石田が執筆。

## ミュージカル
『池袋ウエストゲートパーク SONG＆DANCE』と題して東京芸術劇場およびホリプロの企画制作でミュージカル化され、2017年12月23日から2018年1月14日まで東京芸術劇場シアターウエストにて、1月19日から1月21日まで兵庫県立芸術文化センター阪急中ホールにて上演された。
キャスト
- 真島誠 - 大野拓朗
- 尾崎京一 - 矢部昌暉（DISH//）
- マサ - 塩田康平
- ヒロト / カニザワ - 海老澤健次
- 磯貝 / ヒロミ - 大音智海
- サル - 尾関陸
- サトウ / マカオ - 加藤真央
- ノジマ / トリオ - 小島ことり
- マサオカ / セイヤ - 笹岡征矢
- タケハシ / ショウイチ - 高橋駿一
- 峰岸 茂 / ダイキチ - 富田大樹
- ホリカワ / ユウジ - 細川優
- ミツヤ / リュウ - 三井理陽
- 峰岸薫 - 伊東佑華・徳永純子（Wキャスト）
- 横山礼一郎 - 田中佑弥
- 安藤 崇 - 染谷俊之

スタッフ
- 原作：石田衣良（『池袋ウエストゲートパーク』文春文庫刊）
- 脚本：柴幸男
- 演出・美術：杉原邦生
- 振付：北尾亘
- 作詞：柴幸男、杉原邦生、森翼、RYUICHI（OOPARTZ）
- 作曲：JUVENILE（OOPARTZ）、湯浅篤、齋藤優輝、兼松衆

## 舞台
『舞台「池袋ウエストゲートパーク」THE STAGE』と題してテレビアニメ版を原作として猪野広樹と山崎大輝のダブル主演で舞台化された。2021年6月25日から6月27日まで豊洲PITにて、2021年7月1日から7月4日までシアター1010にて上演された。原作の『Gボーイズ冬戦争』『サンシャイン通り内戦』が舞台版のアレンジを加えて描かれた。

### スタッフ
- 原作：TVアニメ「池袋ウエストゲートパーク」
- 演出：品川ヒロシ
- 脚本：毛利亘宏
- 協力：石田衣良（『池袋ウエストゲートパーク』シリーズ文春文庫／文藝春秋）
- 音楽：YHANAEL, DON
- 美術：相馬直樹
- アクション：奥住英明
- 振付：MAMORU
- 歌唱指導：水野里香
- 舞台監督：久保健一郎
- 照明：鶴田美鈴
- 音響：ヨシモトシンヤ
- 映像：横山翼
- 衣裳：十川ヒロコ
- ヘアメイク：車谷結
- 演出進行：丹治泰人
- 演出助手：三国由佳
- 制作進行：麻田幹太
- 制作協力：クオラス・スーパーディレクション
- 宣伝・グッズ写真：森崎恵美子
- 宣伝・グッズデザイン：榎本太郎

### キャスト
- マコト役：猪野広樹
- タカシ役：山崎大輝
- キョウイチ役：松本岳
- ヒロト役：才川コージ
- 磯貝役：阪本奨悟
- サル役：大原海輝
- シャドウ役：青木玄徳
- 横山礼一郎役：久保田秀敏
- 吉岡役：大地洋輔（ダイノジ）

### アンサンブル
- 五十嵐胤人
- 竹井弘樹
- 多田滉
- 田中慶
- 田ノ中亮資
- 茶谷優太
- 廣田佳樹
- 町田尚規
- 山内涼平
- 山﨑感音
- 吉田邑樹

## テレビアニメ
動画工房制作によるアニメ作品が2020年10月から12月までAT-Xほかにて放送された。当初は同年7月からの放送を予定していたが、新型コロナウイルス感染症の影響を受けて延期となった。最終回の第十二話ではドラマ版のタカシ役を演じた窪塚洋介が依頼人役でゲスト出演した。

### キャスト
- マコト - 熊谷健太郎[1]
- タカシ - 内山昂輝[1]
- キョウイチ - 土田玲央[1]
- ヒロト - 木村昴[11]
- 磯貝 - 花江夏樹[11]
- 谷口マサル - 小林千晃[10]
- 藤本ミツキ - 村瀬歩[10]
- ミノル・タモツ - 新垣樽助[10]
- クロウ - 小野賢章[10]
- サル - 木村良平[10]
- ゼロワン - 諏訪部順一[10]
- シャドウ - 津田健次郎[10]
- 横山礼一郎 - 櫻井孝宏[10]
- 吉岡 - 檜山修之[10]
- マコトの母 - 甲斐田裕子[10]

### スタッフ
- 原作 - 石田衣良[1]
- 監督 - 越田知明[1]
- シリーズ構成 - 志茂文彦[1]
- キャラクターデザイン - 谷口淳一郎[1]
- サブキャラクターデザイン - 豊田暁子、吉川真帆[10]
- プロップデザイン - 秋篠Denforword日和[10]
- 美術監督 - 中村典史[10]
- 美術設定 - 高橋武之、塩川美里、相川みどり、品川麗子
- 色彩設計 - 伊藤裕香[10]
- 撮影監督 - 呉健弘[10]
- 編集 - 平木大輔[10]
- 音響監督 - 土屋雅紀[10]
- 音楽 - 中川大二朗、高田龍一[10]
- 音楽制作 - 日本コロムビア
- 音楽プロデューサー - 植村俊一
- プロデューサー - 菊島憲文、安江拓人、鎌田肇、北條真、池内矩史、木村学、髙木宏動、内山祐紀、金庭こず恵、金鮮伊、谷本千明
- 制作プロデューサー - 齊藤真吾、小林涼
- アニメーション制作 - 動画工房[1]
- 製作 - IWGP製作委員会[1]

### 主題歌
「ニードルノット」
THE PINBALLSが作詞・作曲・編曲・歌唱するオープニングテーマ。
「after song」
INNOSENT in FORMALが作曲・編曲・歌唱するエンディングテーマ。作詞はぽおるすみす
「思うまま」
INNOSENT in FORMALが作曲・編曲・歌唱するエンディングテーマ。作詞はぽおるすみす。
「忘却の空 (25th Anniversary Ver.)』」
清春が作詞・作曲・歌唱の第7話エンディングテーマ。編曲は清春・三代堅。ドラマ版の主題歌。

### 各話リスト（ネタバレ有り）
| 話数 | サブタイトル               | 脚本     | 絵コンテ           | 演出            | 作画監督 | 総作画監督          | 初放送日       |
| --- | -------------------------- | -------- | ------------------ | --------------- | --- | ------------------- | -------------- |
| 第一話 | 北口スモークタワー         | 志茂文彦 | 越田知明           | 越田知明        | 山野雅明 矢野桃子 澤井駿 | 谷口淳一郎          | 2020年 10月6日 |
| マコトのもとにタカシがミオン（声 - 千本木彩花）という少女を連れてくる。ミオンは母親がドラッグ常習者の車にはねられ、裏でドラッグを扱う北口スモークタワーに放火しようとしたのだという。タカシはマコトに協力を依頼。刑事の横山、吉岡からタワーオーナーのオオコシ（声 - 羽多野渉）の情報、ハッカーのゼロワンから店の売り上げを盗ませ、Gボーイズの監視でオオコシが違法ドラッグを栽培するアパートを発見。ボーイズがタワーの店に違法ドラッグを仕込み、警察に通報。オオコシは逮捕されスモークタワーは池袋から追放される。 |                            |          |                    |                 | |                     |                |
| 第二話 | 西一番街ブラックバイト     | 志茂文彦 | 吉川博明           | 原口浩          | 長尾圭悟 伊澤珠美 中本尚 矢野桃子 吉川真帆 谷口淳一郎                                                                                   | 吉川真帆            | 10月13日       |
| 池袋にあらわれたダンサーの尾崎キョウイチはそのカリスマ性で『レッドエンジェルス』を率いるようになる。カレーチェーン店「OKカレー」は「憲兵」と呼ばれる店員がバイトをいじめ、訴訟しようとすると何者かに襲われるという。タカシはレッドが裏にいると睨み、マコトに相談。マコトはバイトのマサルとレッドを訪ね、ナンバー2の磯貝と知り合う。マサルのバイト仲間ミツキが飛び降り事件を起こし、立腹したマサルは訴えると息巻くが謎の5人組に襲撃される。マサルはGボーイズ、ミツキはレッドエンジェルスのメンバーで、タカシとキョウイチはお互い会社の手先と疑いあっていたと判明。マコトはマサルとOKホールディングスの記者会見に潜入、マサルが訴訟の準備をしていると宣言。その後、マサルは覆面の5人組に囲まれるが、Gボーイズとレッドがかけつけ、5人がはぐれものの若者と暴露し、制圧。OKカレーの憲兵は暴行罪で逮捕され、Gボーイズとレッドは西口と東口で共存することになった。              |                            |          |                    |                 | |                     |                |
| 第三話 | ゼタムーバー＠芸術劇場     | 志茂文彦 | 原英和             | 金成旻          | 豊田暁子 澤井駿 尾辻浩晃 山野雅明 納武史                                                                                                | 松浦麻衣            | 10月20日       |
| 動画投稿サイト「ゼタ・ムービー」の人気投稿者・140☆流星（声 - 斉藤壮馬）は、5周年記念の動画アップを前に、ライバル投稿者「戸田橋デストロイヤーZ」から脅迫されたとGボーイズにボディーガードを依頼する。マコトは彼の真剣さに感銘し、依頼を受ける。流星のマンションに不審者があらわれ、車を破壊されるが、Gボーイズは取り逃がし、怪我人を出す。流星と戸田橋のディス動画は再生数アップ。ハッカーのゼロワンはマコトに流星をつつけと忠告。流星と戸田橋は打ち合わせ済の狂言だった。しかし流星と戸田橋は決裂。5周年動画撮影の場に戸田橋たちがあらわれる。そこへ激怒したタカシが戸田橋たちを脅すが、マコトがとりなし、動画は無事アップされた。 |                            |          |                    |                 | |                     |                |
| 第四話 | ワルツ・フォー・ベビー     | 越田知明 | 伊藤良太           | 鳥羽聡          | 山野雅明 矢野桃子 澤井駿 ウクレレ善似郎                                                                                                 | 谷口淳一郎          | 10月27日       |
| クリスマス間近の夜、マコトは5年前に息子を殺され、手がかりを探すタクシー運転手・南条靖洋（声 - 大塚芳忠）と出会う。マコトは犯人捜しに協力し、息子がヘッドを務めていたアメ横のチーム・アポロに接触。三代目ヘッドの林太郎（声 - 豊永利行）によれば、南条の息子は妻の晴美（声 - 高垣彩陽）に暴力をふるっていたという。晴美の子・明洋（声 - 齋藤綾）は二代目ヘッドの子だった。マコトは殺人現場に南条を呼び出し、晴美、真犯人の未佐子（声 - 中恵光城）に全てを語らせる。南条の息子は晴美と別れ話をしたあと、未佐子の婚約者に絡んで殴りつけ、未佐子に階段から突き落とされたのだった。南条は身重の未佐子を見て全てを許す。 |                            |          |                    |                 | |                     |                |
| 第五話 | ドラゴン・ティアーズ       | 十川誠志 | 三原武憲           | 藏本穂高        | 矢野桃子 山野雅明 伊澤珠美 納武史 長尾圭吾 小倉寛之 中本尚 中島大智                                                                     | 吉川真帆            | 11月3日        |
| 技能実習生のアドバイザーのリン・ガオタイ（声 - 小野友樹）は、茨城の縫製工場から失踪したクー・シュングイ（声 - 諸星すみれ）の捜索をマコトに依頼する。一週間後の査察でクーがいないと同期の実習生全員が中国に強制送還になるという。タカシによれば池袋に中国人組織・「東龍（ドンロン）」が進出していた。マコトとリンは東龍に誘拐され、ボスのヤン・フォン（声 - 井上和彦）と対面。失踪や査察の裏には技能実習生へのひどい待遇があった。リンは上海の大ボスから東龍に圧力をかけ、マコトはキャバクラで働くクーを説得。翌日クーはマコトと東京見物して茨城に戻ることになったが、マコトの母がクーを養女にすると申し出たことで問題は解決する。 |                            |          |                    |                 | |                     |                |
| 第六話 | Gボーイズ冬戦争・前編      | 十川誠志 | 吉川博明           | 由井翠          | 山野雅明 矢野桃子 豊田暁子 ウクレレ善似郎 寿門堂                                                                                        | 松浦麻衣            | 11月10日       |
| マコトはトシアキ（声 - 菅沼久義）の自主制作映画に出演し、レンタルビデオ店での撮影に参加。Gボーイズ内のヒロト派のチームが動物の仮面をつけた「シャドウ」を名乗る5人組に襲撃される。ヒロトはタカシを疑う。氷高組のサルによればシャドウは裏社会で高ギャラの凄腕だという。レッドエンジェルズは関与を否定。ヒロト派と東龍の一味が次々襲撃される。ヒロトはタカシにGボーイズ脱退を宣言する。 |                            |          |                    |                 | |                     |                |
| 第七話 | Gボーイズ冬戦争・後編      | 十川誠志 | 原口浩             | 原口浩          | 山野雅明 矢野桃子 豊田暁子 澤井駿 尾辻浩晃 長尾圭吾                                                                                     | 谷口淳一郎          | 11月17日       |
| 横山やサルにより、シャドウは単独犯であること、シャドウを雇った北関東のマルスエンタープライズが東龍ともめていたとの情報が入る。映画撮影中のマコトは仮面の一人に脅しつけられるが、ビデオカメラの映像でOKカレーの5人組と判明。ヒロトに報告するが、ヒロト派の怒りを止められない。本物のシャドウ（声 - 津田健次郎）がマコトに接触。シャドウは襲ったのは東龍だけで、自分の名を騙る奴らを制裁したいという。翌日、ヒロトがシャドウに襲われ入院。ヒロト派はタカシたちに戦闘を仕掛けるが、マコトに頼まれたレッドエンジェルスがタカシにつき、抗争は終結。マコトとタカシはビデオ店で5人組に囲まれるが、シャドウとタカシが5人を叩きのめす。 |                            |          |                    |                 | |                     |                |
| 第八話 | 千川フォールアウト・マザー | 十川誠志 | 吉川博明           | 金成旻          | 澤井駿 尾辻浩晃 ウクレレ善似郎 伊澤珠美 宮野健 畠山元                                                                                   | 吉川真帆            | 11月24日       |
| 千川で留守中の子供がベランダから転落する事故が発生。子供は無事だったが、マコトはキョウイチからSNSで中傷される母親の様子を見てきてほしいと頼まれる。シングルマザーのユイ（声 - 名塚佳織）は深夜弁当工場で働きながら幼いカズシ（声 - 冨岡美沙子）を育てていた。突然ユイの服装が派手になる。マコトはユイと密会するシンジ（声 - 野坂尚也）に氷高組関係者を名乗って接触。シンジは悪徳風俗スカウトだった。マコトはシンジの話を録音し、シンジは逮捕される。ユイはマコトの母親に説得され、カズシを一時施設に預けて就職活動を始めた。 |                            |          |                    |                 | |                     |                |
| 第九話 | 憎悪のパレード             | 志茂文彦 | 三原武憲           | 川越一生        | 矢野桃子 山野雅明 豊田暁子 中本尚 有我洋美 マイティ・マックス ムービー Lee Seong-jin Song Hyeon-ju Han Eun-mi 宮野健 畠山元             | 松浦麻衣            | 12月1日        |
| 外国人排斥を主張する団体「外排会」が池袋でデモを計画。カウンター団体「へ民会」代表の久野（声 - てらそままさき）はトラブルを防ぐためGボーイズに外排会デモの警備を依頼。マコトはパラダイスビルの中華料理店から何者かに嫌がらせを受けていると相談される。中華系不動産屋の地上げ絡みと判明するが、ついに放火に発展。タカシ、マコト、久野は外排会と会談し、代表の城之内文香（声 - 大原さやか）と非暴力で合意。マコトはパラダイスビルから立ち退いた老人から念書を見せられ、外排会幹部の塚本（声 - 青木強）の名を発見。不動産屋の塚本は外排会を地上げに利用していた。塚本は除名処分となるが、デモの日、塚本たちが外排会を襲撃。だがマコトが雇ったシャドウとGボーイズにより、塚本一派は制圧される。 |                            |          |                    |                 | |                     |                |
| 第十話 | 野獣とリユニオン           | 十川誠志 | 吉川博明           | 由井翠 越田知明 | 長尾圭悟 澤井駿 尾辻浩晃 ウクレレ善似郎 有我洋美 中島大智 宮野健 畠山元 藤田真弓                                                        | 谷口淳一郎 松浦麻衣 | 12月8日        |
| マコトは葉山チヒロ（声 - 下地紫野）から兄を襲った犯人を同じ目に遭わせてやりたいと依頼される。チヒロの兄・ツカサ（声 - 石田彰）は調理師だったが、路上強盗に足を壊され、仕事を断念したという。犯人の音川エイジ（声 - 山下大輝）は未成年で少年院を7か月で出所していた。チヒロに呼び出されマコトが見たのは仲間に恐喝されるエイジだった。マコトはチヒロの彼氏としてツカサに会う。ツカサはエイジに直接会って憎しみを超えたいと言うが、偶然エイジを見かけたツカサは動揺する。マコトはエイジを恐喝されなくなるGボーイズに加入させ、ツカサ・チヒロに会わせる。ツカサの事情を初めて知ったエイジは涙を流し、ツカサはエイジの罪は消えないが許すと決める。横山はマコトのやり方を修復的司法と褒める。葉山兄妹はフードトラック事業を計画し、エイジも協力することになった。 |                            |          |                    |                 | |                     |                |
| 第十一話 | サンシャイン通り内戦・前編 | 志茂文彦 | 越田知明           | 鳥羽聡          | 山野雅明 矢野桃子 豊田暁子 舘崎大 中本尚 伊澤珠美 澤井駿 尾辻浩晃 長尾圭吾 藤田真弓 畠山元                                              | 吉川真帆 谷口淳一郎 | 12月15日       |
| サンシャイン通りを挟んでGボーイズとレッドエンジェルスの争いが激しくなる。マコトはキョウイチとの会談を設定するが、レッドのメンバー・渡辺が殺され、キョウイチはGボーイズに宣戦布告。タカシはレッドのミツキに拳銃で撃たれ重傷。マコトは自分を犯人に仕立て上げる写真を拡散され、店には車がつっこみ母親が入院。マコトは逃走し、池袋は内戦状態になる。ゼロワンはマコトのスマホにスパイアプリがインストールされ、位置情報が筒抜けになっていると指摘。吉岡はマコトを任意同行する。ミツキが行方不明になっていると知ったマコトは、池袋の街に飛び出す。 |                            |          |                    |                 | |                     |                |
| 第十二話 | サンシャイン通り内戦・後編 | 志茂文彦 | 越田知明、吉川博明 | 越田知明        | 山野雅明 矢野桃子 澤井駿 尾辻浩晃 長尾圭吾 伊澤珠美 豊田暁子 舘崎大 川本由記子 ウクレレ善似郎 菅原美智代 上野沙弥佳 畠山元 Kim Jung Lim | 松浦麻衣 谷口淳一郎 | 12月22日       |
| 逃げるマコトはサルとリンに連絡を取り、京極会の吉松（声 - 東地宏樹）がレッドに拳銃を売っていると知る。Gボーイズにも拳銃が流れ、今夜公園で対決するという。Gボーイズに囲まれたマコトを池袋に戻ったヒロトが助ける。マコトは磯貝を呼び出し、犯人と言い当てる。磯貝は京極会の手下であることを明かし、マコトを拳銃で射殺する。池袋西口公園でタカシとキョウイチの対決が始まる。突然スクリーンにマコトに裏事情を明かす磯貝の映像が流れ、撃たれたはずのマコトが現れる。マコトは磯貝が京極会に池袋進出を持ちかけ、内戦で勢力を一掃しようとしていたと暴露。磯貝の拳銃は撮影用の銃弾入りにすり替えられ、一部始終を流星たちに撮影されていた。マコトは両陣営を説得するが、渡辺の妹・薫（声 - 富田美憂）がタカシをナイフで刺す。内戦は終結し、磯貝は逮捕。監禁されていたミツキも発見される。レッドエンジェルスは解散し、キョウイチは池袋を去る。タカシは軽傷で済んだ。池袋に平和が戻る。 |                            |          |                    |                 | |                     |                |

### 放送局
| 放送期間                 | 放送時間                     | 放送局     | 対象地域 | 備考                                 |
| ------------------------ | ---------------------------- | ---------- | -------- | ------------------------------------ |
| 2020年10月6日 - 12月22日 | 火曜 21:00 - 21:30           | AT-X       | 日本全域 | 製作参加 / CS放送 / リピート放送あり |
| 2020年10月7日 - 12月23日 | 水曜 0:30 - 1:00（火曜深夜） | TOKYO MX   | 東京都   |                                      |
| 2020年10月8日 - 12月24日 | 木曜 0:00 - 0:30（水曜深夜） | BS11       | 日本全域 | BS放送 / 『ANIME+』枠                |
|                          | 木曜 0:30 - 1:00（水曜深夜） | サンテレビ | 兵庫県   |                                      |
|                          | 木曜 1:35 - 2:05（水曜深夜） | KBS京都    | 京都府   |                                      |
| 2020年10月21日 -         | 水曜 2:25 - 2:55（火曜深夜） | 静岡放送   | 静岡県   | 『アニメ6区』枠                      |

| 配信開始日     | 配信時間         | 配信サイト |
| -------------- | ---------------- | --- |
| 2020年10月7日  | 水曜 0:15頃 更新 | Amazonプライム・ビデオ |
| 2020年10月21日 | 水曜 0:30 更新   | ニコニコチャンネル GYAO!ストア ひかりTV FOD バンダイチャンネル J:COMオンデマンド TELASA みるプラス U-NEXT TSUTAYA TV DMM.com あにてれ Rakuten TV DMM.com ビデオマーケット HAPPY!動画 ムービーフルplus クランクイン！ビデオ |

### BD / DVD
| 巻 | 発売日        | 収録話         | 規格品番   | 規格品番   |
| 巻 | 発売日        | 収録話         | BD         | DVD        |
| -- | ------------- | -------------- | ---------- | ---------- |
| 上 | 2021年1月27日 | 第1話 - 第6話  | ZMAZ-14451 | ZMSZ-14461 |
| 下 | 2021年2月24日 | 第7話 - 第12話 | ZMAZ-14452 | ZMSZ-14462 |